# Adolf Bannier
Adolf Bannier (* 3. Mai 1937 in Braunschweig) ist ein deutscher Politiker (FDP).
Bannier besuchte zunächst die Volksschule in Brome und wechselte später zur Realschule in Wittingen. Nach seinem Abschluss begann er eine Lehre zum Maurer, die er auch erfolgreich beendete. Es folgte in Hamburg ein Studium zum Ingenieur. Bannier begann nach dem Studium seine Tätigkeit als selbstständiger Bauunternehmer in Brome und eröffnete 1972 sowie 1985 Einzelhandelsgeschäfte.
Seine politische Karriere begann er 1964 als Mitglied des Rates des Fleckens Brome. Im Jahr 1974, als er Mitglied der FDP wurde, wurde er Kreistagsabgeordneter des Landkreises Gifhorn. Hier war er zwischen 1986 und 1990 FDP-Fraktionsvorsitzender. Für die 12. Wahlperiode vom 1. Januar 1991 bis zum 20. Juni 1994 wurde er zum Mitglied des Niedersächsischen Landtages gewählt.

## Quelle
- Barbara Simon: Abgeordnete in Niedersachsen 1946–1994. Biographisches Handbuch. Hrsg. vom Präsidenten des Niedersächsischen Landtages. Niedersächsischer Landtag, Hannover 1996, S. 27.

| Personendaten    | Personendaten                  |
| ---------------- | ------------------------------ |
| NAME             | Bannier, Adolf                 |
| KURZBESCHREIBUNG | deutscher Politiker (FDP), MdL |
| GEBURTSDATUM     | 3. Mai 1937                    |
| GEBURTSORT       | Braunschweig                   |